# Mercat continu espanyol
El Mercat continu espanyol és un sistema que interconnecta les quatre borses de valors espanyoles (Madrid, Barcelona, València i Bilbao) en un únic mercat borsari. Això permet que les accions cotitzin simultàniament a totes aquestes borses.
Aquest mercat és un mercat secundari, l'objectiu del qual és negociar les accions de les diferents companyies. Està supervisat per la Comissió Nacional del Mercat de Valors i Bolsas y Mercados Españoles n'és l'òrgan gestor.

## Història
Els mercats borsaris continus es van poder establir mercès a la introducció de la informàtica en la gestió de transaccions financeres. Així s'introduí primer a França (1986) i després a Espanya (1989). Va utilitzar d'inici la plataforma electrònica anomenada SIBE ("Sistema de Interconexión Bursátil Español"), basada en el sistema de Toronto, l'anomenat CATS ("Toronto Computer Assisted Trading System").
El 1r d'agost de 1989 va llançar-se amb total normalitat, segons cròniques de l'època, el mercat continu, inicialment en paral·lel al sistema de mercat de ròdols habitual fins llavors a les borses. Va començar l'any 1989 amb 7 valors i va acabar-lo amb 51. En aquell moment les cotitzacions es fixaven dos cops al dia, amb un sistema de fixació de preus únics o fixing que es va mantenir amb el mercat continu, amb una sessió matinal de les 8.30 del matí a les 12 del migdia, i de les 12 del migdia a les 4 de la tarda. Al final de cada sessió es fixa el preu global que serveix de referència per a l'inici de la següent.
El 2009, 20 anys després de la creació del mercat continu, els ròdols físics van deixar formalment d'existir donant pas només al ròdol electrònic. El 2012 un 0,01% del total del volum negociat es feia ja només pel sistema de ròdols, amb exemples com el de Damm a la Borsa de Barcelona o el de CLH a la Borsa de València. El 2019 ja només un 0,0017% del volum de contractació es feia pel sistema de ròdols a Espanya. Barcelona era la plaça on més companyies hi cotitzaven encara: la societat tenidora de valors Uncavasa, TRH Hotels, Mobiliaria Monesa, l'entitat inversora Ecolumber, la constructora Desa, AYCO, REA i la cimentera Cementos Molins, que va començar a cotitzar exclusivament a la Borsa de Barcelona el 1942 i seguia mantenint-s'hi el 2019.